# Olivier-Laurent Girard
 (décembre 2020).
Si vous disposez d'ouvrages ou d'articles de référence ou si vous connaissez des sites web de qualité traitant du thème abordé ici, merci de compléter l'article en donnant les références utiles à sa vérifiabilité et en les liant à la section « Notes et références ».
Pour les articles homonymes, voir Girard.
Olivier-Laurent Girard, ou Olivier Girard, est un décorateur de cinéma et un dessinateur français, né le 7 octobre 1917, mort le 17 octobre 2003.

## Biographie
Cet artiste affable et discret avait eu une longue carrière de décorateur de cinéma et de théâtre, travaillant comme assistant, puis au cinéma à partir de 1945. Ses dons pour le dessin l'avaient conduit, avant-guerre, à l'école des Beaux-Arts et des arts appliqués de Marseille. Avec la guerre, Olivier se replie sur Manosque où il met son talent au service d'une troupe de théâtre où se retrouvent beaucoup de jeunes Manosquins : Les Jeunesses littéraires et théâtrales. Il fait alors connaissance de sa future épouse, Elise Barrety, une amie d'enfance d'Aline Giono. En 1942, quand Georges Régnier réalise Manosque, Pays de Jean Giono, Olivier accompagne le tournage et écrit un article sur les prises de vue de ce court métrage qu'il accompagne de deux portraits au trait de Giono et Régnier. Il se lie au jeune cinéaste et quand Georges Régnier revint à Manosque pour des « Journées » à la fin des années quatre-vingt, les deux amis étaient inséparables.
Olivier-Laurent Girard avait découvert le milieu du cinéma par hasard, un jour où une équipe en train de tourner un film sur la Côte d'Azur était venue séjourner dans l'hôtel que tenait sa mère.
Après la guerre et pendant plus de trente ans, il devient un collaborateur fidèle d'André Berthomieu, puis d'André Hunebelle, deux artisans chevronnés de la mise en scène. Mais Olivier participe aussi à des œuvres signées René Clément, Jacques Demy, Claude Autant-Lara, Jean Renoir, Vincente Minelli, Éric Rohmer, Joseph Losey, Jean Luc Godard, Claude Berri et Jean Yanne.
Proche de Max Douy, un des maitres du décor de cinéma, Olivier n'en oublie pas pour autant son œuvre personnelle de dessinateur et de peintre. Manosque est sa seconde patrie et il y séjourne souvent dans son appartement du boulevard de la Plaine, ne manquant pas de rendre visite à Jean Giono dont il est un des admirateurs fervents. Il témoigne à plusieurs reprises de cet attachement à Giono et à son œuvre. Il conçoit avec Marcel Arlaud une série de planches typographiques où il enlumine, dans la tradition médiévale, des textes choisis en particulier dans Recherche de la pureté.
Deux expositions de ses œuvres, en 1992 et 1995 sont organisées à l'Hôtel d'Herbès, grâce à l'amitié et l'admiration d'Elisabeth Eurly pour Olivier. Il a exécuté plusieurs portraits de membres de la famille Giono, en employant la technique des trois crayons où il excellait. En 1995, il est chargé de dessiner le timbre-hommage émis par la Poste, à l'occasion du centenaire de la naissance de Giono ainsi que la vue des toits de Manosque destinée à l'enveloppe Premier Jour qui accompagne le lancement de ce timbre. Annick Viger sollicite le concours d'Olivier pour son exposition autour de Que ma joie demeure, présentée au centre Giono, en 2001.
Une mauvaise chute survenue cet été-là à Manosque contraint Olivier à un long séjour à l'hôpital Broca au terme duquel il donna sa dernière exposition personnelle à Paris.
La sensibilité de Olivier-Laurent Girard à l'art de Giono et aux paysages de Haute-Provence firent de lui un « peintre de Giono ».

## Filmographie
- 1945 : Jéricho de Henri Calef
- 1948 : Blanc comme neige d'André Berthomieu
- 1954 : Capitaine Alcindor, d'Albert Riéra (TV)
- 1955 : Nana de Christian-Jaque
- 1956 : Elena et les hommes de Jean Renoir et de Claude Renoir
- 1956 : Paris Canaille de Pierre Gaspard - Huit
- 1956 : Goubbiah, mon amour de Robert Daréne
- 1956 : La joyeuse prison d'André Berthomieu
- 1956 : Le 7e commandement de Raymond Bernard
- 1957 : Sait-on jamais de Roger Vadim
- 1957 : Retour de Manivelle de Denys de la Patellière
- 1957 : Les œufs de l'autruche de Denys de la Patellière
- 1958 : En légitime défense d' André Berthomieu
- 1958 : Sacrée Jeunesse d'André Berthomieu
- 1959 : Le Chemin des écoliers de Michel Boisrond

- 1959 : Asphalte d'Hervé Bromberger
- 1960 : Paris Blues de Martin Ritt
- 1960 : La Corde raide de Jean-Charles Dudrumet
- 1960 : Le cave se rebiffe de Gilles Grangier
- 1960 : Réveille-toi chérie de Claude Magnier
- 1960 : Un couple de Jean-Pierre Mocky
- 1961 : Dans la gueule du loup de Jean-Charles Dudrumet
- 1962 : Le Masque de fer d'Henri Decoin
- 1962 : Mélodie en sous-sol de Henri Verneuil
- 1962 : Le Repos du Guerrier de Roger Vadim
- 1963 : Le Château en Suède de Roger Vadim
- 1963 : L'Honorable Stanislas, agent secret de Jean-Charles Dudrumet
- 1964 : La Vie à l'envers d'Alain Jessua
- 1964 : Le Gros Coup de Jean Valère
- 1964 : Les Gros Bras de Francis Rigaud
- 1964 : Les Pas perdus de Jacques Robin
- 1964 : Les copains d'Yves Robert
- 1964 : The Sandpiper de Vicente Minelli
- 1965 : Pleins feux sur Stanislas de Jean-Charles Dudrumet
- 1965 : Furia à Bahia de A. Hunebelle
- 1966 : Paris brule-t-il ? de René Clément
- 1966 : La Vingt Cinquième heure d'Henri Verneuil
- 1966 : Peau d'Espion de E. Molinaro
- 1966 : Le Grand restaurant de J.Besnard
- 1966 : Le voyage du père de Denys de la Patellière
- 1967 : Peau d'espion d'Édouard Molinaro
- 1968 : Thérèse et Isabelle de Radley Metzger
- 1970 : Peau d'Âne de Jacques Demy
- 1971 : Tout le monde il est beau, tout le monde il est gentil de Jean Yanne :
- 1972 : Moi y'en a vouloir des sous de Jean Yanne
- 1974 : Les Chinois à Paris de Jean Yanne

- 1975 : Divine de Dominique Delouche
- 1976 : La dernière femme de Marco Ferreri
- 1976 : Mr Klein de Joseph Losey
- 1976 : Gloria de Claude Autant-Lara
- 1977 : Perceval le Gallois d'Eric Rohmer
- 1977 : Double détente de Claude-Jean Bonnardot (TV)
- 1984 : Un regard de lumière, d'Olivier-Laurent Girard (film consacré au peintre Bernard Lorjou)

## Illustrateur
- Maurice Chevaly, Giono à Manosque, éditions Le Temps Parallèle, 1986  (ISBN 2867410312 et 9782867410314)
- Jean Giono, Nous avons tous fait des crèches, éditions du Mont-d'Or, 1987